# 快速查看
快速查看 是蘋果公司開發的一種文件預覽技術，包含在了其最新款作業系統 Mac OS X v10.5 中。這一技術最早在蘋果WWDC上被宣佈並進行了演示。

## 特性
快速查看與 Finder 緊密結合在一起，它能做到不開啟外部軟體而預覽文件。例如，各種圖像與聲音文檔、PDF、HTML、影視文檔、ASCII與RTF文檔、iWork文檔、微軟辦公軟體文檔（包括OOXML文檔）、RAW圖像等均能在 Quick Look 中預覽。

## 使用方法
在 Finder 中選定任意文檔按空格鍵 或長按Force Touch觸控板(僅適用新款MacBook、MacBook Pro、MacBook Air與巧控板2)即可啟用快速查看。如所選文檔可被預覽，則自動在彈出窗口中預覽；否則則顯示文檔圖標及資訊。

## 請參見
- Mac OS X v10.5
- 預覽程式
- Finder